# Frank Fanning Jewett

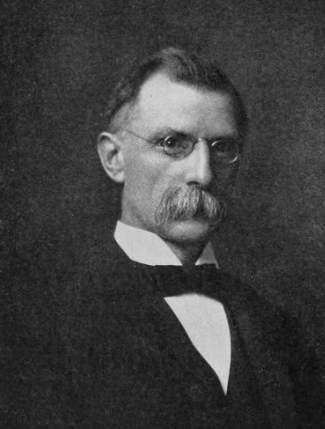

Frank Fanning Jewett (* 5. Januar 1844 in Newton Corner, Middlesex County, Massachusetts; † 1. Juli 1926 in Honolulu County, Hawaii) war ein US-amerikanischer Chemiker.
Jewett studierte an der Yale University (Bachelor-Abschluss 1873, Master-Abschluss 1875), der Harvard University (als Forschungsassistent von Wolcott Gibbs) und in Deutschland (Göttingen, Berlin). Er lehrte 1876 bis 1880 an der Kaiserlichen Universität in Tokio und ab 1880 am Oberlin College als Professor für Chemie und Mineralogie. 1912 ging er in den Ruhestand. Seine letzten Lebensjahre verbrachte er auf Hawaii. Er liegt in Oberlin begraben.
Zu seinen Schülern gehörte Charles Martin Hall, der von Jewett angeregt als dessen Student das später als  Hall-Héroult-Prozess bekannte Schmelflusselektrolyse-Verfahren zur Herstellung von Aluminium entwickelte (unter Verwendung von Kryolith). Jewett stellte ihm das Labor für Experimente zur Verfügung. Außerdem regte er Hall durch die Darstellung des Vorgehens von Friedrich Wöhler bei der Darstellung von reinem Aluminium an (Wöhler-Prozess 1827).
Seine Ehefrau Sarah Frances Gulick Jewett (1854–1937) verfasste Bücher über Hygiene. Sie war eine Missionarstochter und sie heirateten 1880 in Tokio. Sie schrieb auch eine Biographie von Jewett (Frank Fanning Jewett (1844–1926): The beloved teacher, Oberlin).